# Нефела
Нефела (др.-греч. Νεφέλη) — персонаж древнегреческой мифологии. Буквально её имя означает «туча, облако» (лат. Небула), и она воплощает данное метеорологическое явление.
Когда Зевс удостоил царя фессалийского племени лапифов Иксиона приглашением к трапезе богов на Олимп, тот посмел домогаться его супруги Геры. Есть два варианта интерпретации: в первом Зевс предоставил ему вместо Геры её образ из облака (или олицетворенное облако) — богиню Нефелу (греч. облако); во втором облако послала Гера по приказу Зевса.
От связи Нефелы и Иксиона родился чудовищный, отверженный всеми Кентавр, от которого магнесийские кобылицы произвели на свет многочисленное потомство.
Согласно фессалийским сказаниям Нефела родила его в Пелефронийской (Пелефрон — долина в Фессалии, где жили лапифы) пещере. Мать помогала Кентавру в битве с Гераклом, обрушив сильный ливень.
Позже Нефела стала женой Атаманта (Афаманта), царя племени миниев в Беотии, и родила от него Фрикса и Геллу. Семейные раздоры между Нефелой и Атамантом привели к тому, что муж ей изменил с Ино. Последняя стала подговаривать Атаманта убить его первенца Фрикса. Чтобы спасти своих детей от ненависти любовницы Атаманта, Нефела послала им волшебного золоторунного овна, который унёс детей в Колхиду. Во время бегства Гелла погибла — утонула, упав в воды пролива, который впоследствии получил наименование Геллеспонт (море Геллы; современные Дарданеллы). Фрикс добрался до Колхиды, где принёс волшебного барана в жертву. Впоследствии за шкурой этого овна отправились в поход аргонавты. Нефела наслала Эриний на Ино и поместила Овна с золотым руном среди созвездий.
По Ферекиду, Кефал призывал её во время охоты.
В честь Нефелы назван астероид (431) Нефела, открытый в 1897 году.